# Tony Lanfranchi
Pas d'image ? Cliquez ici
Tony Lanfranchi, né le 25 juin 1935 à Bradford et décédé le 7 octobre 2004 à Londres, est un pilote automobile britannique. Il s'est surtout fait remarquer en Formule 3 au cours de l'année 1968 au volant d'une Brabham BT21, remportant notamment, le 14 juillet, l'épreuve de Magny-Cours devant la Tecno de Ronnie Peterson,. Il a effectué l'essentiel de sa carrière en championnat britannique des voitures de tourisme et a été sacré champion en classe D en 1986. Il participait à ce championnat depuis 1965.
Il s'est engagé à deux Grands Prix comptant pour le championnat du monde de Formule 1 sans y prendre part (Grande-Bretagne 1968 et Canada 1969), ainsi qu'à six courses hors-championnat.
Tony a également participé trois fois aux 24 Heures du Mans, entre 1965 et 1985.

## Résultats aux 24 Heures du Mans

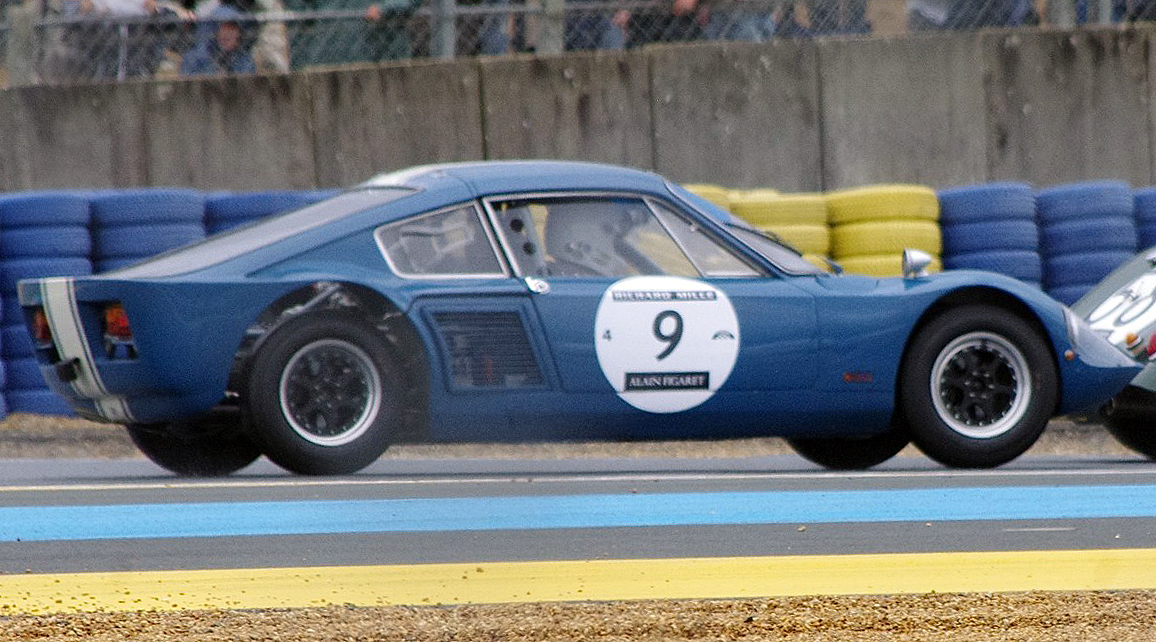
Une Elva GT160 lors d'une course historique. C'est sur une voiture de ce type que Lanfranchi disputa les 24 Heures du Mans 1965.

| Année | Équipe                      | Voiture    | Équipiers                | Résultat                                                                                |
| ----- | --------------------------- | ---------- | ------------------------ | --------------------------------------------------------------------------------------- |
| 1965  | Anglian Racing Developments | Elva GT160 | Richard Wrottesley       | Abandon au cours de la 4e heure (boîte de vitesses)                                     |
| 1969  | Mark Konig                  | Nomad MkII | Mark Konig               | Abandon au cours de la 4e heure (boîte de vitesses)                                     |
| 1985  | Spice Engineering           | Tiga GC84  | Tim Lee-Davey Neil Crang | Non classé (distance insuffisante : 225 tours effectués contre 373 pour les vainqueurs) |